# 초당초등학교 (경기)
초당초등학교는 대한민국 경기도 안산시에 있는 공립 초등학교이다.

## 학교 연혁
- 1995년에는 쓰레기 매립지였던 공터에 장화국민학교 신설을 예고하는 팻말이 있었다.
- 1996년 3월 21일: 장호초등학교 개교 및 시곡초등학교에서 942명 분리
- 1997년 1월 14일: 초당초등학교 개명

## 참고 자료
- 초당초등학교 - 한국교육학술정보원 학교알리미